# Прея
Прея Осасей, по-известна само като Прея, е българска поп певица.

## Музикална кариера

### Начало на музикалната кариера
Първата повява на Прея е в дебютния сезон на музикалното състезание X Factor през 2011 година. Ключов момент е участието ѝ в риалити шоуто Музикална академия през 2013 г., където отпада на крачка от финала. Музикален продуцент на тв формата е Монте Мюзик, затова от лейбъла веднага я забелязват и ѝ предлагат договор. Тя подписва в началото на 2014 г., което поставя началото на музикалната ѝ кариера.

### Дебютен сингъл
Прея издава дебютния си сингъл „Малките неща“, който се радва на огромен успех. Дни след излизането му, песента става една от най-въртените в родния ефир и успява да надвие конкуренцията на световни актуални хитове като „Bailando“ на Енрике Иглесиас, „Adrenalina“ на Уизин, Дженифър Лопес и Рики Мартин, и „Happy“ на Фарел Уилямс. Музиката е композирана от самата Прея, с помощта на Любен Христов и Графа. По-голямата част от текста също е написана от изпълнителката, в съавторство с Илия Григоров. Видеоклипът към сингъла е дело на режисьорите Велина Балинова, Надя Войнова и техния екип. Малко известен е фактът, че първоначалната версия на „Малките неща“ е авторското парче „Guilty Pleasure Store“, което Прея изпълнява заедно с момчетата от група Smooth. Песента има подобно звучене и е с английски текст. Представена е на ежегодния музикален фестивал „Spirit of Burgas“ през 2012 г.

## Песни
- Малките неща
- Закъснявам, човек (с Графа и ...)
- Нюанси
- Его
- Позволи ми да знам
- Забранен достъп (с Михаела Филева и Дивна)
- Всички наши места
- Празни приказки
- Убиец на време
- Лош навик
- Móma

## Актьорска кариера
Дебютът на Прея като актриса е през 2014 г. в постановката на Малък градски театър „Зад канала“ – „Човекоядката“ (пиеса на Иван Радоев), режисирана от Бина Харалампиева.

### Кариера на озвучаваща актриса
От 2019 г. Прея се занимава с нахсинхронен дублаж на филми по кината, записани в „Александра Аудио“, „Доли Медия Студио“ и „Андарта Студио“. Работила е с режисьорите на дублажа Ваня Иванова, Мариета Петрова, Петър Върбанов и Чавдар Монов.
През 2020 г. изпълнява ролята на Миембре в аудиокнигата на Николай Йорданов „Не казвай на мама“.
През 2021 г. озвучава редица реклами в „Ансуеър“.

### Роли в дублажа
1. „LEGO: Филмът 2“ – Кралица Видоизменчива (Тифани Хадиш, вокал), 2019[6]
2. „Angry Birds: Филмът 2“ – Зета (Лесли Джоунс), 2019[7]
3. „Доктор Дулитъл“ – Даб Даб (Октавия Спенсър), 2020[8]
4. „Енканто“ – Луиза Мадригал, 2021[9]
5. „Отвътре навън 2“ – Треньор Робъртс (Ивет Никол Браун), 2024[10]
6. „Спондж Боб: Гъба беглец“ – Тифани Хадък (Тифани Хадиш), 2020

## Личен живот
През ноември 2022 г. съобщава, че е сгодена за басиста Евден Димитров.

## Награди
- Награда за дебют на 2014 г. на „359HipHop Awards“, 2015 г.[12]
- Жена на годината на списание „Грация“ в категория „Музика“, 2019 г.[13]